# Yukon Quest

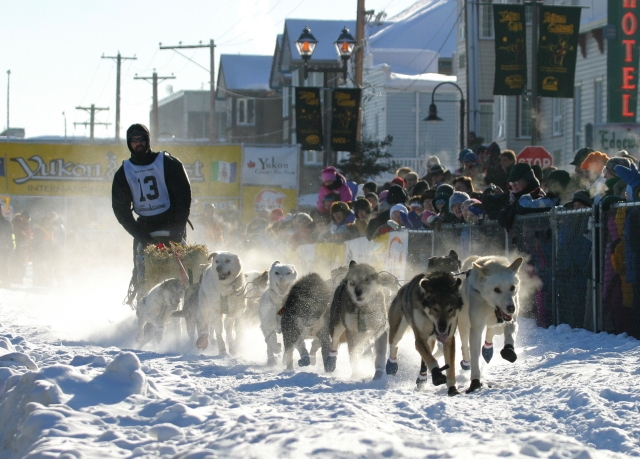
Dan Kaduce beim Yukon-Quest-Start 2005

Der Yukon Quest, offiziell Yukon Quest International Sled Dog Race, ist ein 1984 ins Leben gerufenes Langstrecken-Schlittenhunderennen, das über bis zu 450 Meilen (früher 1000 Meilen) durch Alaska und Kanada zwischen Fairbanks (Alaska) und Whitehorse (Kanada) führt. Das Rennen findet jedes Jahr im Februar statt. Es werden verschiedene Distanzen, zwischen 80 und 450 Meilen angeboten. In geradzahligen Jahren führt es von Fairbanks nach Whitehorse, in ungeradzahligen Jahren in umgekehrter Richtung.
Der Yukon Quest erinnert an die historische Rolle des Trails bei der Erforschung des amerikanischen und kanadischen Nordens und an die Gold-Schürfer, Fallensteller und Briefboten, die das Land ohne Hilfe moderner Beförderungsmittel erschlossen.
Es gilt als das härteste oder schwerste Hundeschlittenrennen der Welt und konkurriert mit dem Iditarod, der als längstes Hundeschlittenrennen gilt. Die Teilnahme geschieht unter der Voraussetzung, dass der Musher mit seinem Team zu einer „sich selbst genügenden Einheit“ wird, die fähig ist, die Herausforderung der feindlichen Umweltbedingungen in einem unterschiedlichen Terrain anzunehmen.
Beim Yukon Quest 2011, der am 5. Februar in Whitehorse gestartet wurde, fuhr am 15. Februar der 23-jährige Yukon Quest-Neuling Dallas Seavey als Erster im Ziel von Fairbanks ein. Er ist damit jüngster Gewinner aller Zeiten. Sebastian Schnülle wurde Zweiter mit einem Abstand von 33 Minuten. Der letzte Teilnehmer traf vier Tage später ein.

## Geschichte

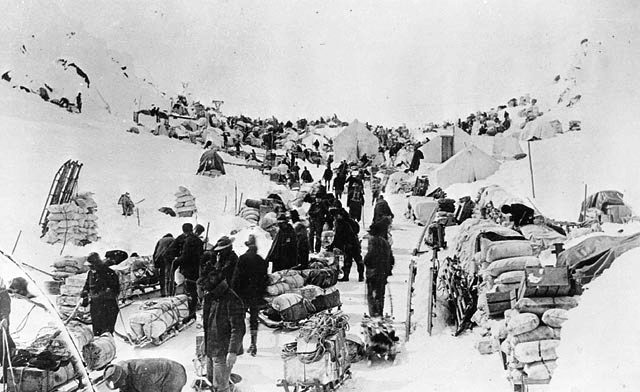
Lager am Chilkoot Pass, 1898.

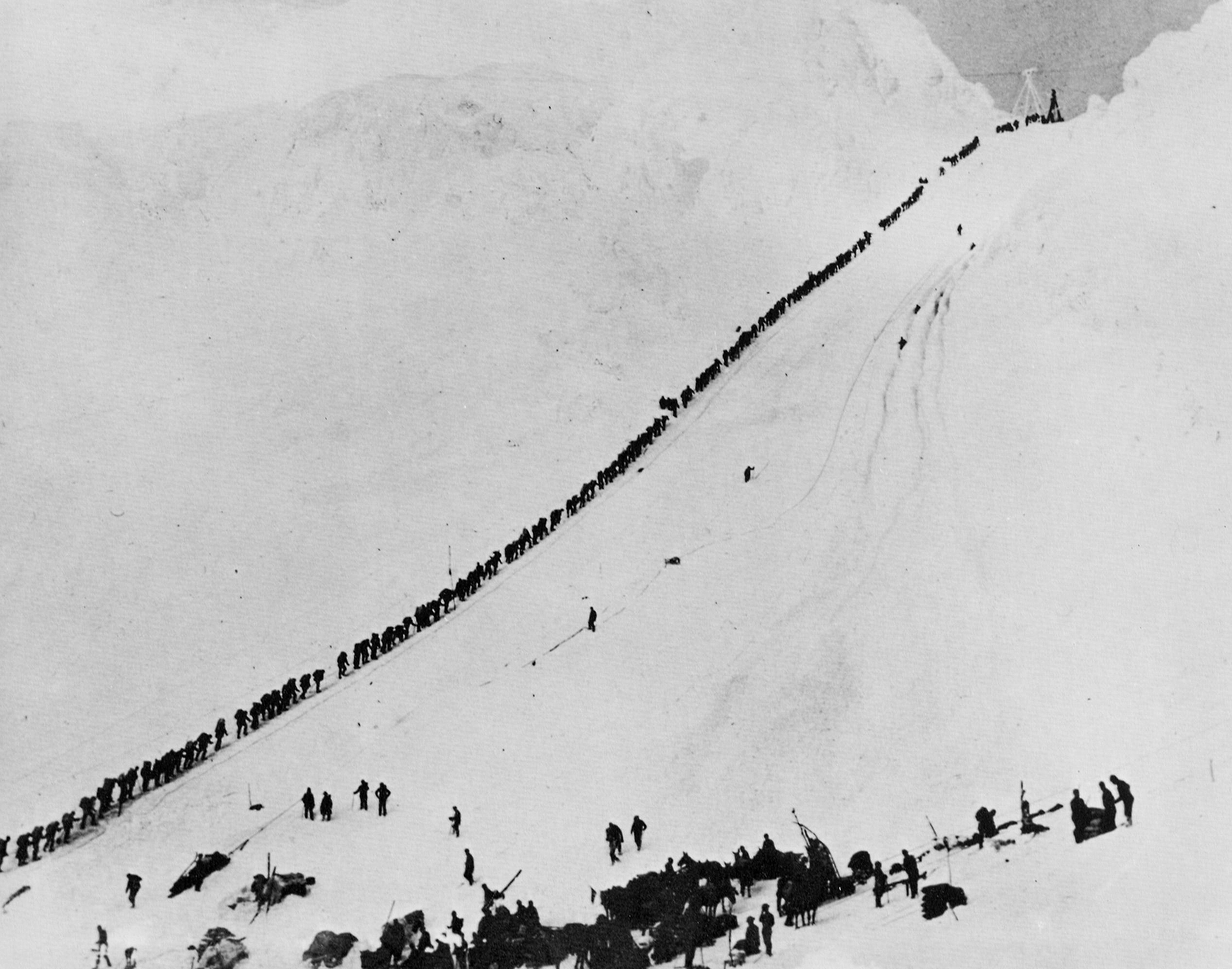
Goldsucher am Chilkoot Pass, 1896/97.

Zwar fand der erste Yukon Quest erst 1984 statt, doch er hat seinen Ursprung in den Zeiten des Klondike-Goldrauschs in der zweiten Hälfte des 19. Jahrhunderts. Der Yukon River, mit über 3 000 km die neuntgrößte Wasserstraße der Welt, wurde dabei zur schnellsten und wichtigsten Verbindung zwischen dem Klondike River, im Yukon und den Goldclaims im Inneren Alaskas. Wo die Goldsucher fündig wurden, entstanden Siedlungen, wie Circle City, Fourty Mile und mit der Zeit auch Städte wie Fairbanks oder Dawson. Whitehorse war ein wichtiger Umschlagplatz für die Versorgungsgüter der Goldsucher.
Um die Verbindung zwischen den einzelnen Ansiedlungen aufrechtzuerhalten, nutzte man den zugefrorenen Fluss als Verkehrsweg und vor allem als Postdienstweg mit dem Hundeschlitten. Postunternehmer, wie Percy de Wolf und Charlie Biedermann, beförderten die Frachten per Hundeschlitten von Eagle (Alaska) bis Dawson und zu den kleineren Ansiedlungen, das gesamte Jahr über, bei jedem Wetter und bei Temperaturen von bis zu −50 °C. Dabei entwickelte sich ein Weg, der „Trail“, der von Fairbanks in Alaska über eine Bergkette nach Circle City, von dort auf dem Yukon River nach Dawson und über eine weitere Bergkette nach Whitehorse verlief.
Mit den im 20. Jahrhundert aufkommenden Flugzeugtransporten, die die neu geschaffenen Eisenbahnwege ergänzten, konnten die Hundeschlitten bald nicht mehr konkurrieren und so wurden die Fahrten immer weniger, bis sie schließlich ganz eingestellt wurden. Die letzte offizielle Fahrt fand 1963 statt. Der historische Trail wäre in Vergessenheit geraten, wenn nicht Anfang des Jahres 1983 der Chemieingenieur aus Fairbanks Roger Williams und seine Kollegen LeRoy Shank, Ron Rosser und Willie Libb den Yukon Quest entwickelt hätten. Das erste Rennen fand am 25. Februar 1984 statt und wurde von Sonny Lindner gewonnen.

## Name
Schon in den 1970er Jahren wurde in Alaska wiederholt darüber nachgedacht, ein weiteres Hundeschlittenrennen als Alternative zu dem bereits bestehenden Langstreckenhundeschlittenrennen Iditarod zu etablieren. Sie beschlossen, das Rennen „Yukon Quest“ zu nennen, um die früher enorme Bedeutung des Yukon River in den Vordergrund zu stellen, der auch „Highway des Nordens“ genannt wurde. „Quest“ ist die englische Bezeichnung für eine Schatz- (aber auch Sinn-)suche.

## Streckenverlauf

Streckenverlauf, Kontrollpunkte (Checkpoints) und Hundewechselstellen (dog drops)

Das Rennen findet jährlich im Februar statt. An ungeraden Jahreszahlen führt es von Whitehorse nach Fairbanks, an geraden Jahreszahlen in umgekehrter Richtung, von Fairbanks nach Whitehorse. Die Strecke folgt dem historischen Weg des Klondike-Goldrausches, die weitgehend parallel zum heutigen Klondike Highway verläuft. Die Route führt über gefrorene Flussläufe, vier Bergkämme und durch isoliert liegende Siedlungen. Auf einigen Teilstücken gibt es Gletscherspalten. Die Temperatur fällt zu dieser Jahreszeit auf bis zu −60 °F (−51 °C), der Wind kann in größerer Höhe Geschwindigkeiten von 50 Meilen pro Stunde (80 km/h) und mehr annehmen.
Die Streckenlänge beträgt rund 1 016 Meilen (1 635 km), das Rennen dauert, je nach Wetterlage und Kondition der Musher und ihrer Teams, zehn bis 14 Tage.

### Whitehorse – Braeburn
(Distanz: 160 km, Zeit: durchschnittlich 12 bis 18 Stunden)

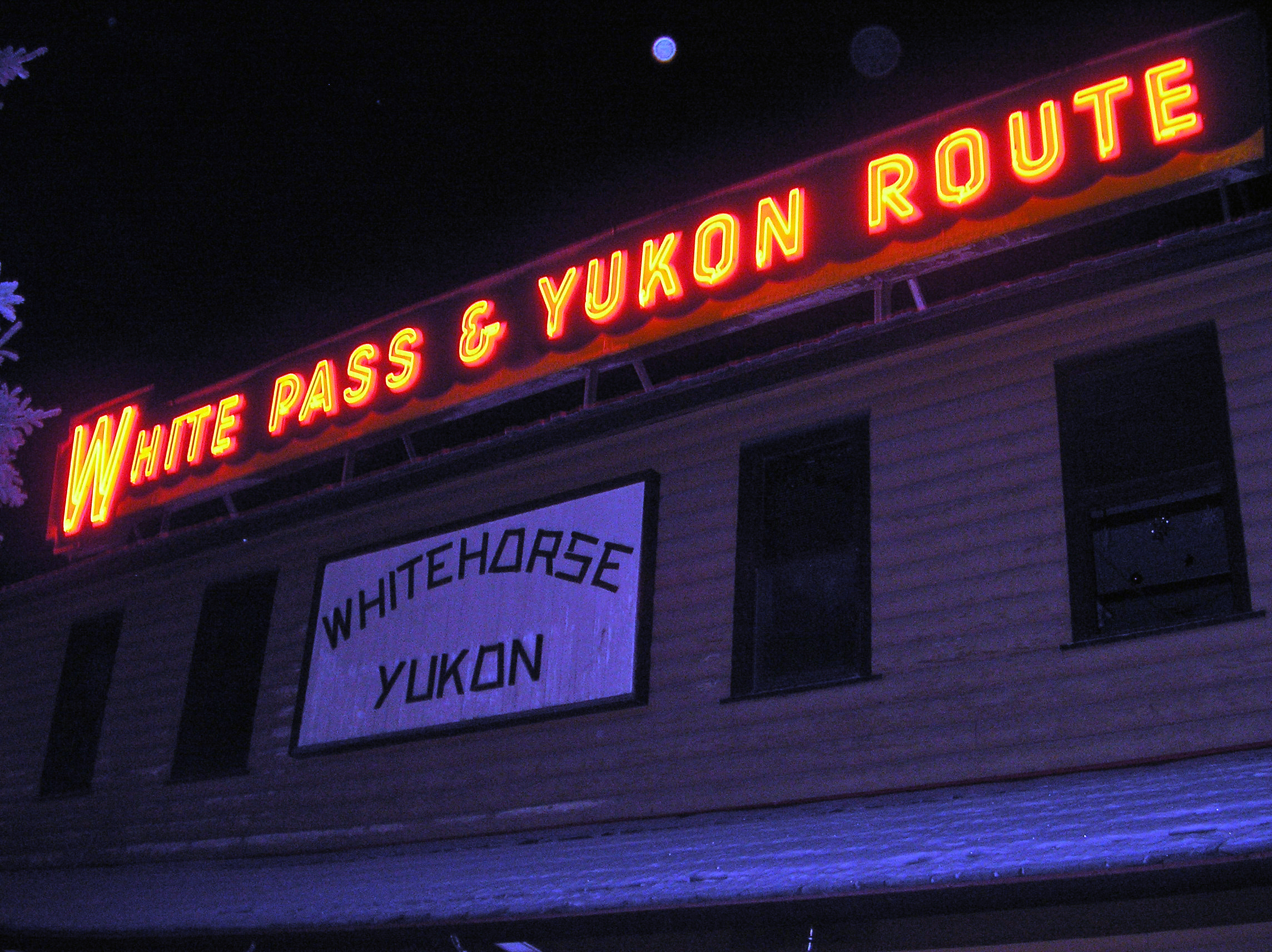
White Pass and Yukon Route Gebäude auf der First Avenue in Whitehorse, das heute die Yukon Quest-Verwaltung beherbergt.

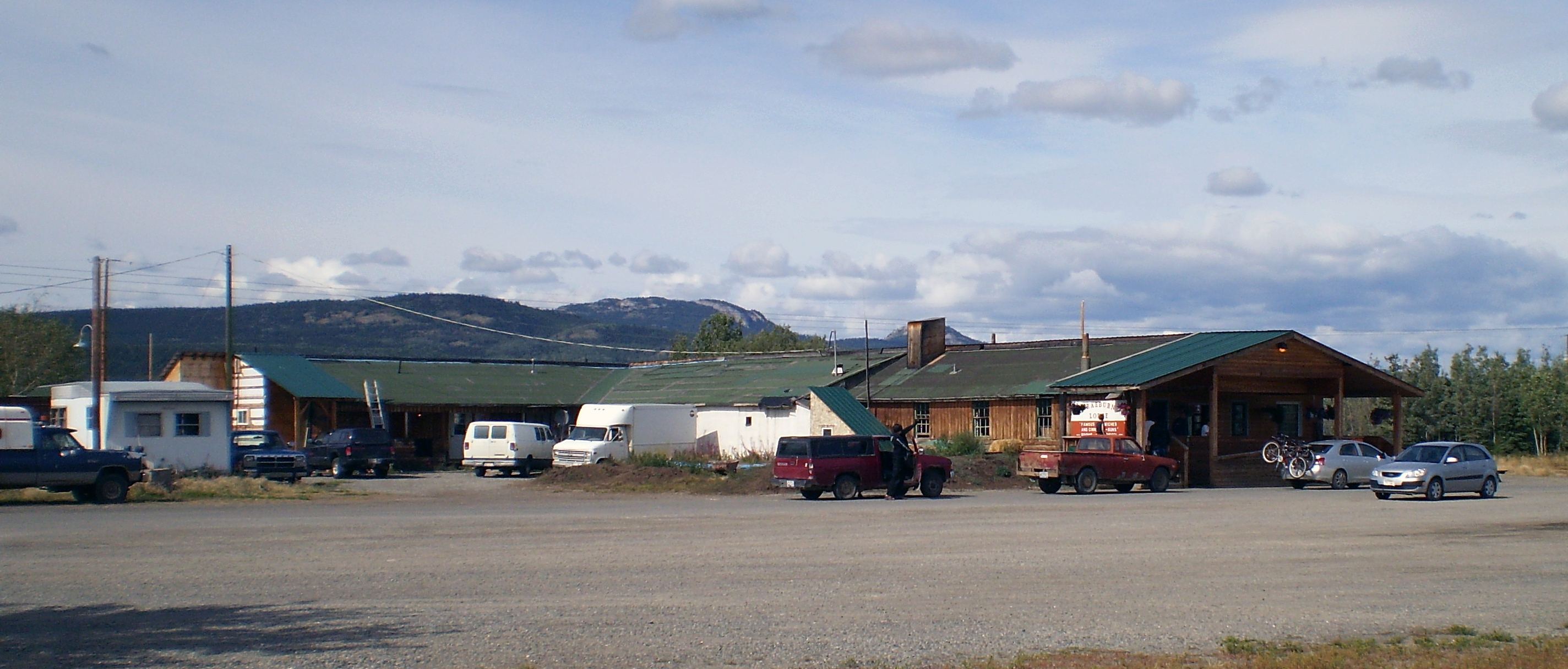
Braeburn Lodge ist der erste Kontrollpunkt des Trails.

Die Startlinie liegt auf der First Avenue in Whitehorse, in der Nähe des White Pass and Yukon Route Gebäudes, das heute die Yukon Quest-Verwaltung beherbergt. Der Trail führt zunächst noch an Straßen entlang, dann durch bewaldete Gebiete mit Abhängen und scharfe Kurven. Auch bei Temperaturen von −30 °C oder noch niedriger können manche Stellen mit knietiefem Wasser bedeckt sein. Dann hat dort eine Quelle oder ein Fluss die Eisfläche gesprengt. Dieses Phänomen heißt „overflow“ und ist typisch für dieses erste Teilstück, auch wenn es auf den übrigen ebenfalls vorkommt.
Der erste Kontrollpunkt ist Braeburn Lodge, wo viele Musher noch keine Pause einlegen.

#### Weitere Abschnitte

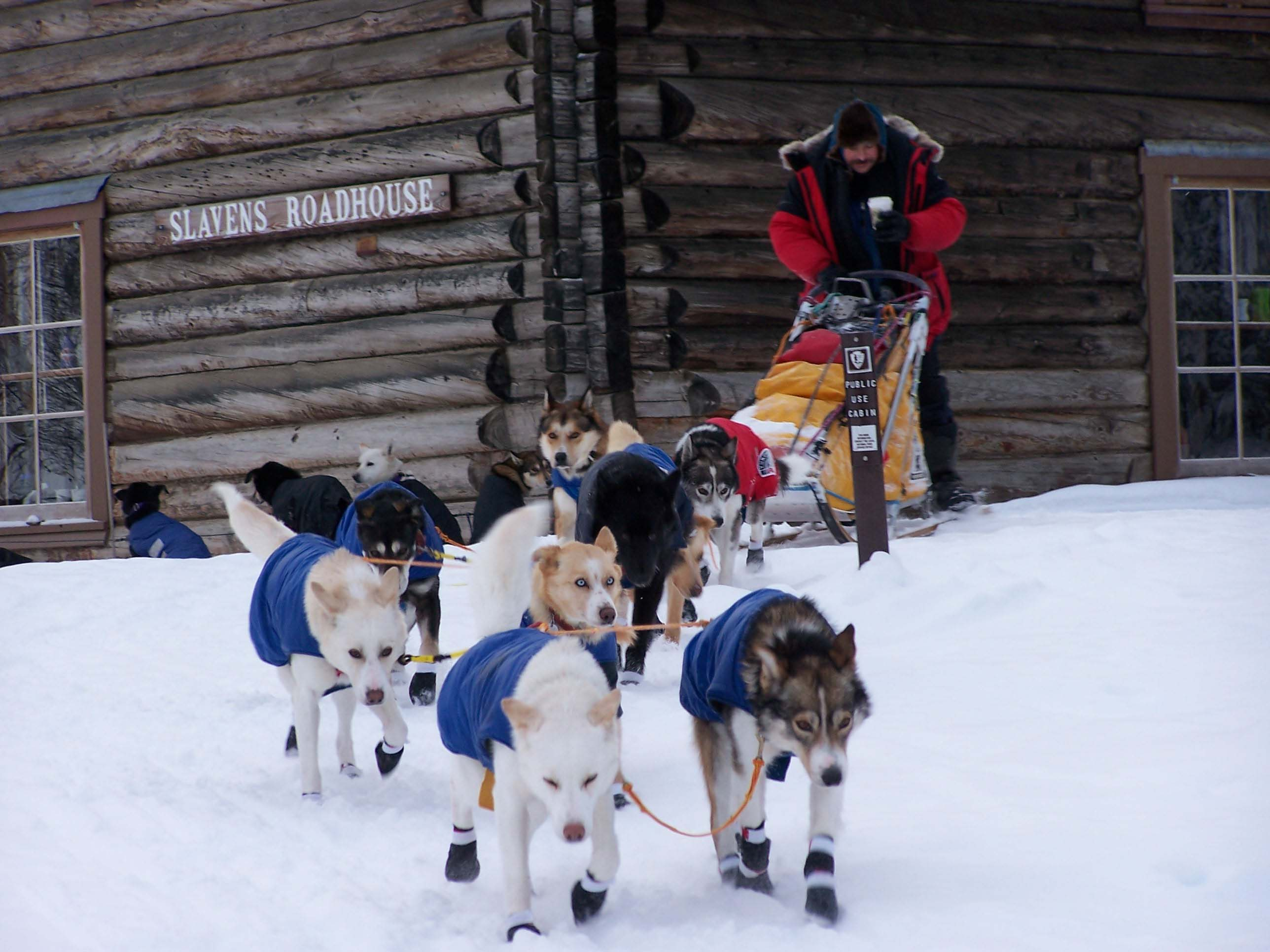
Ein Team startet vom Kontrollpunkt Slaven's Roadhouse

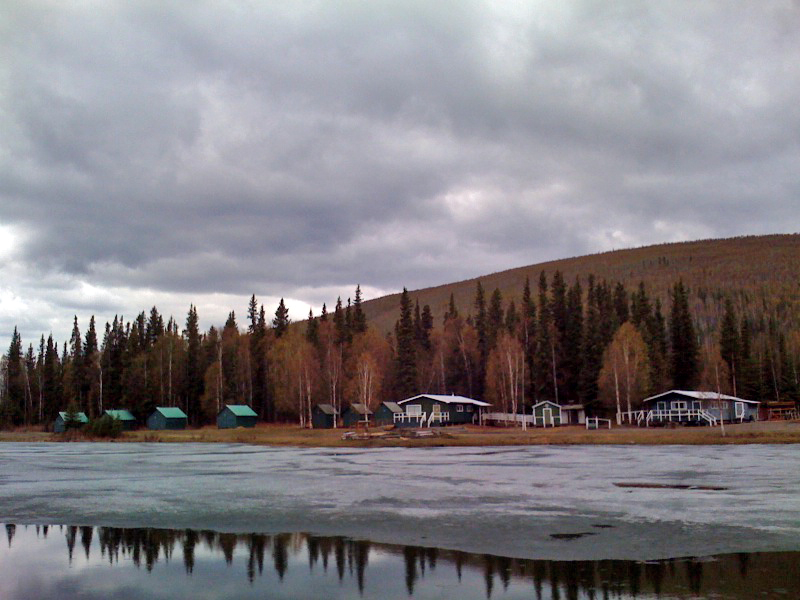
Twin Bears

Die weiteren Abschnitte führen von Braeburn nach Pelly Crossing über 124 km, von dort nach Dawson über 323 km, weiter nach Eagle (237 km), von dort nach Central (375 km) und schließlich über Two Rivers (85 km) nach Fairbanks.

### Änderungen im Streckenverlauf
Die Strecke von 1984 war anders als heute. Es gab nur eine einzige Hundewechselstelle und zwar bei Meile 101. Statt des Durchfahrens von Braeburn Lodge ging die Route 60 Meilen (97 km) weit zwischen Whitehorse und Minto über den Lake Laberge. Ursprünglich gab es auch einen Kontrollpunkt bei Chena Hot Springs in der Nähe von Fairbanks. Dieser Haltepunkte wurde in der Nähe von Angel Creek verlegt, nachdem Musher beklagt hatten, dass die heißen Quellen eine Gefahr darstellten, dass die Hunde nass wurden, was in den extremen Temperaturen eine gesundheitliche Gefahr für sie darstellte. 1994 wurden die Kontrollpunkte Biedermann's Cabin (mittlerweile ersetzt durch Slaven's Cabin) und McCabe Creek eingefügt. 1995 wurde der Zielpunkt in Whitehorse vom Lake Laberge in die Nähe des Takhini River verlegt, dazu gab es eine Streckenänderung am King Solomon's Dome südlich von Dawson und die Einführung einer Hundewechselstelle am Scroggie Creek am Ufer des Stewart River. 1996 wurde die Route durch Pelly Crossing geführt, wo ein weiterer Kontrollpunkt eingerichtet wurde; die Lake Laberge-Strecke wurde durch einen Weg durch Braeburn und entlang des Dawson-Whitehorse Overland Trail ersetzt. 1997 wurden die Musher wegen des Staudammprojekts Chena River Lakes Flood Control Project über die Stadt North Pole in Alaska umgeleitet, bevor es weiter nach Fairbanks ging. Diese Umleitung wurde 2009 aufgehoben, die Route führte nun stattdessen durch Two Rivers. 2010 wurde an der Meile 101 die Hundewechselstelle zu einem vollwertigen Kontrollpunkt eingerichtet.

## Regeln
Die Musher müssen ihre Ausrüstung selbst auf dem Schlitten transportieren und dürfen keine Hilfe von außen (mit Ausnahme von anderen Mushern) erhalten. Lediglich in Dawson, wo etwa die Streckenmitte ist, muss eine Zwangspause von mehreren Stunden eingelegt werden. Die Musher müssen die einzelnen Kontrollpunkte, an denen ihnen Proviant hinterlegt werden darf, passieren und dürfen nicht von den vorgegebenen Wegen abweichen. Bei Regelverstößen riskieren sie eine Zeitstrafe in Form einer Zwangspause, eine Kürzung der Siegesprämie oder im schlimmsten Fall die Disqualifikation.
Die Musher können bis zu 250 pounds (113 kg) an Ausrüstung und Verpflegung für sich und ihre Tiere zum Überleben zwischen den einzelnen Kontrollpunkten mitführen. Sie dürfen an den Kontrollpunkten und ausgewiesenen anderen Stellen (dog drops – Hundewechselstellen) Hunde zurücklassen, aber keine ersetzen. Die Schlitten dürfen ebenfalls nicht ersetzt werden.
Hilfe dürfen die Musher nur von anderen Teilnehmern annehmen, ausgenommen in Dawson, dem Ort der Zwangspause.
An allen Kontrollpunkten und Hundewechselstellen sind Tierärzte anwesend, die die Gesundheit der Tiere sicherstellen und zurückgelassene Hunde betreuen. An jedem Checkpoint sind der Rennleiter oder ein Rennrichter anwesend; sie sind berechtigt, Hunde aus medizinischen oder anderen Gründen vorzeitig aus dem Rennen zu nehmen.

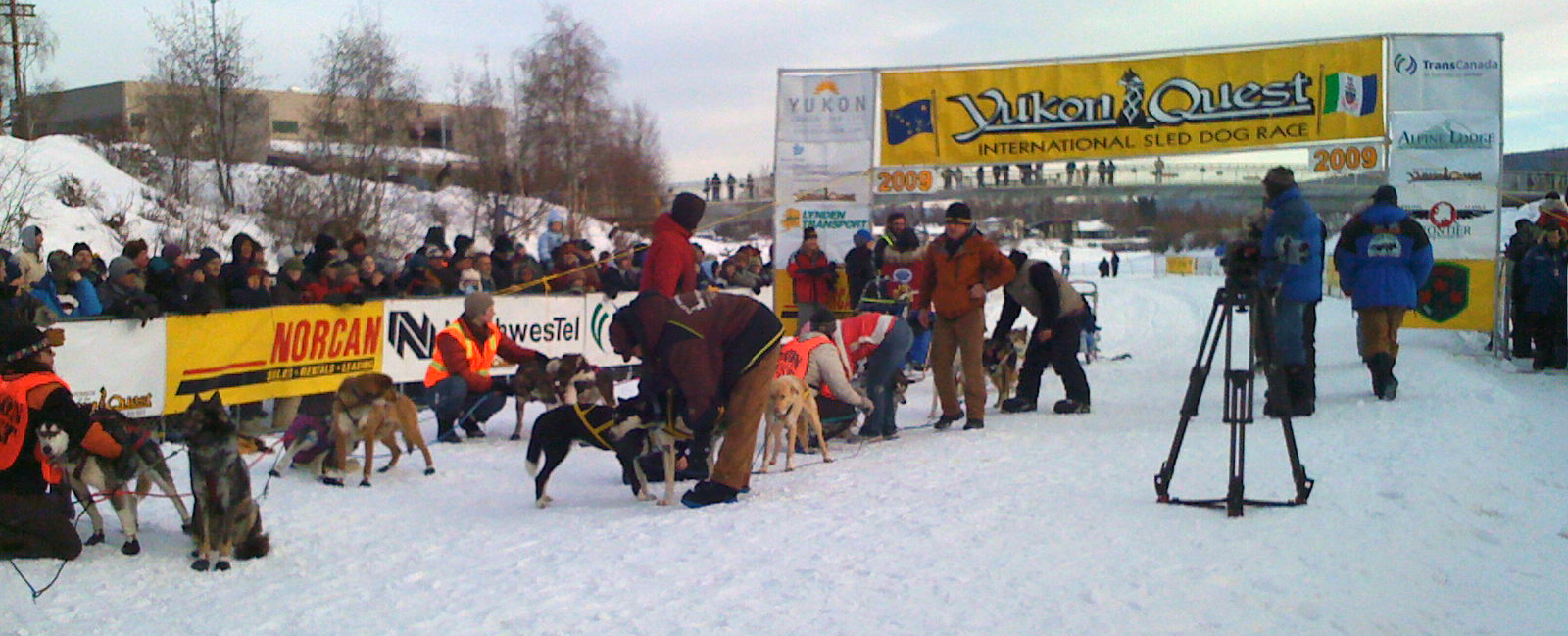
Betreuung der Hunde nach dem Rennen

## Gewinner

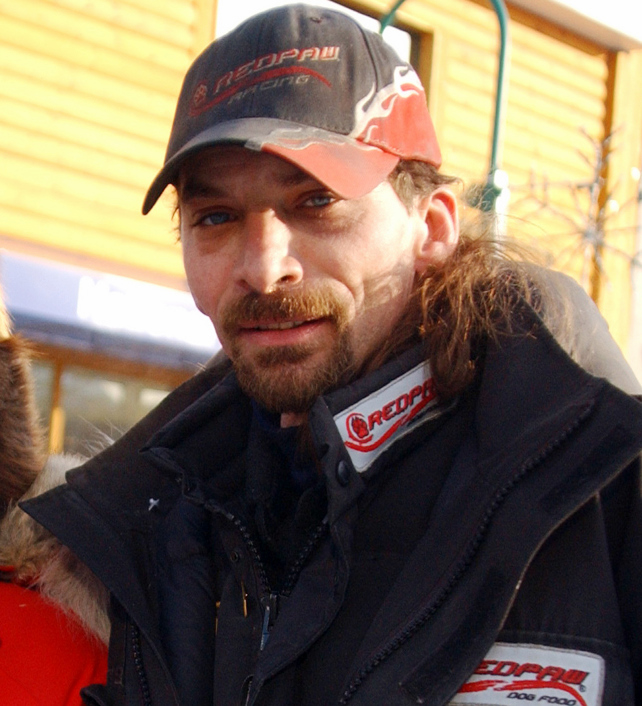
Lance Mackey

Der Sieger des ersten Rennens von 1984 war Sonny Lindner in einem Feld von 26 Mannschaften.

Das längste Rennen fand 1988 statt, als Ty Halvorson nach 20 Tagen, 8 Stunden und 29 Minuten als letzter durch das Ziel kam.

Als erste Frau gewann Aliy Zirkle im Jahr 2000 das Rennen in 10 Tagen, 22 Stunden und 57 Minuten.

2007 gewann Lance Mackey als erster Musher sowohl den Yukon Quest als auch den Iditarod Trail, eine Leistung, die er im darauf folgenden Jahr wiederholen konnte. Er war außerdem der erste, der den Yukon Quest viermal gewinnen konnte. Hans Gatt gelang es als erstem dreimal, 2010 erzielte auch er seinen vierten Sieg.

Bei dem Rennen von 2009 kamen zwei Mannschaften fast gleichzeitig ins Ziel, Sebastian Schnülle schlug den zweitplatzierten Hugh Neff nur um vier Minuten.

Das schnellste Rennen fand 2010 statt, als der aus Österreich stammende Hans Gatt die neue Rekordzeit von 9 Tagen und 26 Minuten aufstellte.

Bisher jüngster Gewinner ist der Sieger von 2011, der 23-jährige Yukon Quest-Neuling Dallas Seavey.

Teilnehmerstatistik 1984–2009
Schwarze Linie: Anzahl der Teilnehmer
Rote Linie: Anzahl der Teilnehmer, die das Ziel erreichten.

| Jahr | Musher             | Herkunft                   |
| ---- | ------------------ | -------------------------- |
| 1984 | Sonny Lindner      | Delta Junction, Alaska     |
| 1985 | Joe Runyan         | Tanana, Alaska             |
| 1986 | Bruce Johnson      | Atlin, British Columbia    |
| 1987 | Bill Cotter        | Nenana, Alaska             |
| 1988 | Dave Monson        | Manley Hot Springs, Alaska |
| 1989 | Jeff King          | Denali Park, Alaska        |
| 1990 | Vern Halter        | Trapper Creek, Alaska      |
| 1991 | Charlie Boulding   | Manley Hot Springs, Alaska |
| 1992 | John Schandelmeier | Paxson, Alaska             |
| 1993 | Charlie Boulding   | Manley Hot Springs, Alaska |
| 1994 | Lavon Barve        | Wasilla, Alaska            |
| 1995 | Frank Turner       | Whitehorse, Yukon          |
| 1996 | John Schandelmeier | Paxson, Alaska             |
| 1997 | Rick Mackey        | Nenana, Alaska             |
| 1998 | Bruce Lee          | Denali Park, Alaska        |
| 1999 | Ramy Brooks        | Fairbanks, Alaska          |
| 2000 | Aliy Zirkle        | Two Rivers, Alaska         |
| 2001 | Tim Osmar          | Clam Gulch, Alaska         |
| 2002 | Hans Gatt          | Atlin, British Columbia    |
| 2003 | Hans Gatt          | Atlin, British Columbia    |
| 2004 | Hans Gatt          | Atlin, British Columbia    |
| 2005 | Lance Mackey       | Fox, Alaska                |
| 2006 | Lance Mackey       | Fox, Alaska                |
| 2007 | Lance Mackey       | Fox, Alaska                |
| 2008 | Lance Mackey       | Fox, Alaska                |
| 2009 | Sebastian Schnülle | Whitehorse, Yukon          |
| 2010 | Hans Gatt          | Atlin, British Columbia    |
| 2011 | Dallas Seavey      | Willow, Alaska             |
| 2012 | Hugh Neff          | Tok, Alaska                |
| 2013 | Allen Moore        | Two Rivers, Alaska         |
| 2014 | Allen Moore        | Two Rivers, Alaska         |
| 2015 | Brent Sass         | Eureka, Alaska             |
| 2016 | Hugh Neff          | Tok, Alaska                |
| 2017 | Matt Hall          | Two Rivers, Alaska         |
| 2018 | Allen Moore        | Two Rivers, Alaska         |
| 2019 | Brent Sass         | Eureka, Alaska             |
| 2020 | Brent Sass         | Eureka, Alaska             |